# Henrik Sturlin
Henrik Sturlin, född 6 januari 1716 i Vists socken, Östergötlands län, död 6 november 1782 i Västra Ryds socken, han var en svensk kyrkoherde i Horns församling och subkantor i Linköping.

## Biografi
Sturlin föddes 1716 på Sturefors i Vist. Han var son till mjölnaren Henrik Samuelsson och Sara Eriksdotter. Sturlin blev 1738 student vid Uppsala universitet. Han blev subkantor vid Linköpings gymnasium 1743. Sturlin prästvigdes 13 maj 1744. Han blev 1754 komminister i Linköpings församling. Sturlin tog pastoralexamen 30 maj 1758. 1772 blev Sturlin kyrkoherde i Horns församling och tillträdde tjänsten 1773. Sturlin avled 1782 i Västra Ryd.

### Familj
Sturlin gifte sig 15 april 1755 med Margareta Ranzoch (1733-1764). Hon var dotter till kyrkoherden Arvid Ranzoch i Östra Stenby församling. De fick tillsammans barnen Samuel Arvid (1757-1794), Karl Henrik (1759-1782), Lars (1761-1761) och Anna Sara (född 1763).